# Капанапаро
Капанапаро (ісп. Río Capanaparo) — річка у Південній Америці, в північно-східній Колумбії (департамент Араука) та західній Венесуелі (штат Апуре) — ліва притока річки Ориноко. Належить до водного басейну Атлантичного океану.

## Географія
Річка бере свій початок у північно-східній частині Колумбії, за кілька десятків кілометрів на південь від кордону Венесуели, у департаменті Араука. Тече у східному напрямку, між басейнами річок Араука — на півночі, та Мета — на півдні, перетинає кордон із Венесуелою, тече територією штату Апуре і на кордоні штату Болівар впадає у річку Ориноко, з лівого берега, за 75 км на південний захід від гирла річки Араука.
Річка Капанапаро має довжину 650 км, із них 225 км тече територією Колумбії. У нижній течії розташовується національний парк Santos Luzardo, який є районом дюн і лагун. Живлення переважно дощове.